# Tiberio Pollenio Armenio Peregrino
Tiberio Pollenio Armenio Peregrino (in latino Tiberius Pollenius/Pollienus Armenius Peregrinus; fl. 244) è stato un senatore romano.
Peregrino proveniva da una famiglia dell'alta nobiltà italica, che aveva avuto esponenti dell'apparato statale nelle sue file già dal II secolo, essendo stata in rapporti con la dinastia severiana.
I suoi legami famigliari sono oggetto di dibattito. Era probabilmente figlio di Lucio Armenio Peregrino, pretore e membro del collegio degli Arvali nel 213; venne adottato da Pollieno Auspice, console suffetto sotto Commodo. Armenio Tiziano, che nel 240 era membro degli Arvali, era probabilmente suo fratello, mentre ebbe certamente una figlia di nome Pollenia Onorata.